# 臺中港

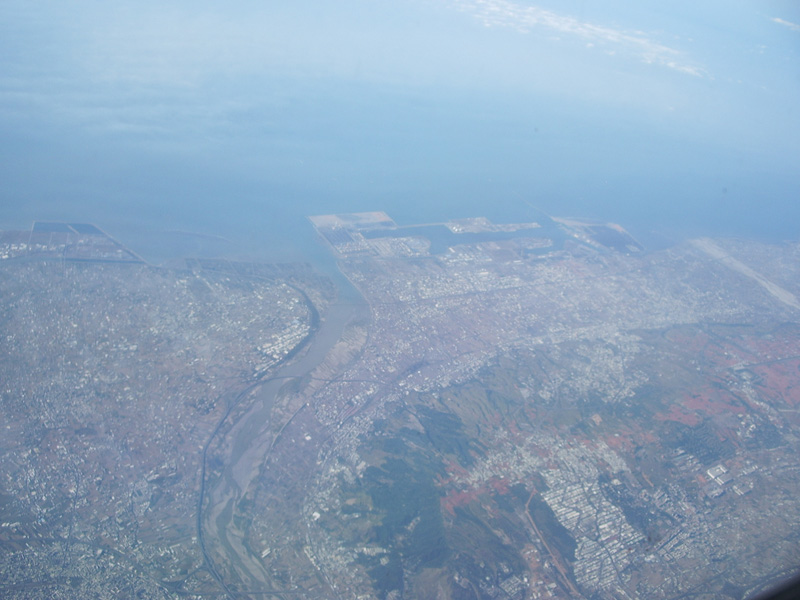
臺中港鳥瞰圖（圖中上）

臺中港是位於臺灣臺中市的國際商港，為中華民國四座國際商港之一，是臺灣第二大港，十大建設的重要項目之一，距離北部基隆港和南部高雄港各約110海里。港區總面積為11,285公頃，水域面積8,382公頃，陸地面積2,903公頃, 臺中港港區內規劃興建碼頭78座；港區全境橫跨龍井區、梧棲區、清水區，港內大部分設施皆位於梧棲區，管理單位為臺灣港務公司臺中港務分公司。日治時期曾有新高港的建港計畫，因二戰爆發而停頓，至1970年代才正式建港。也是中臺灣的航運門戶。

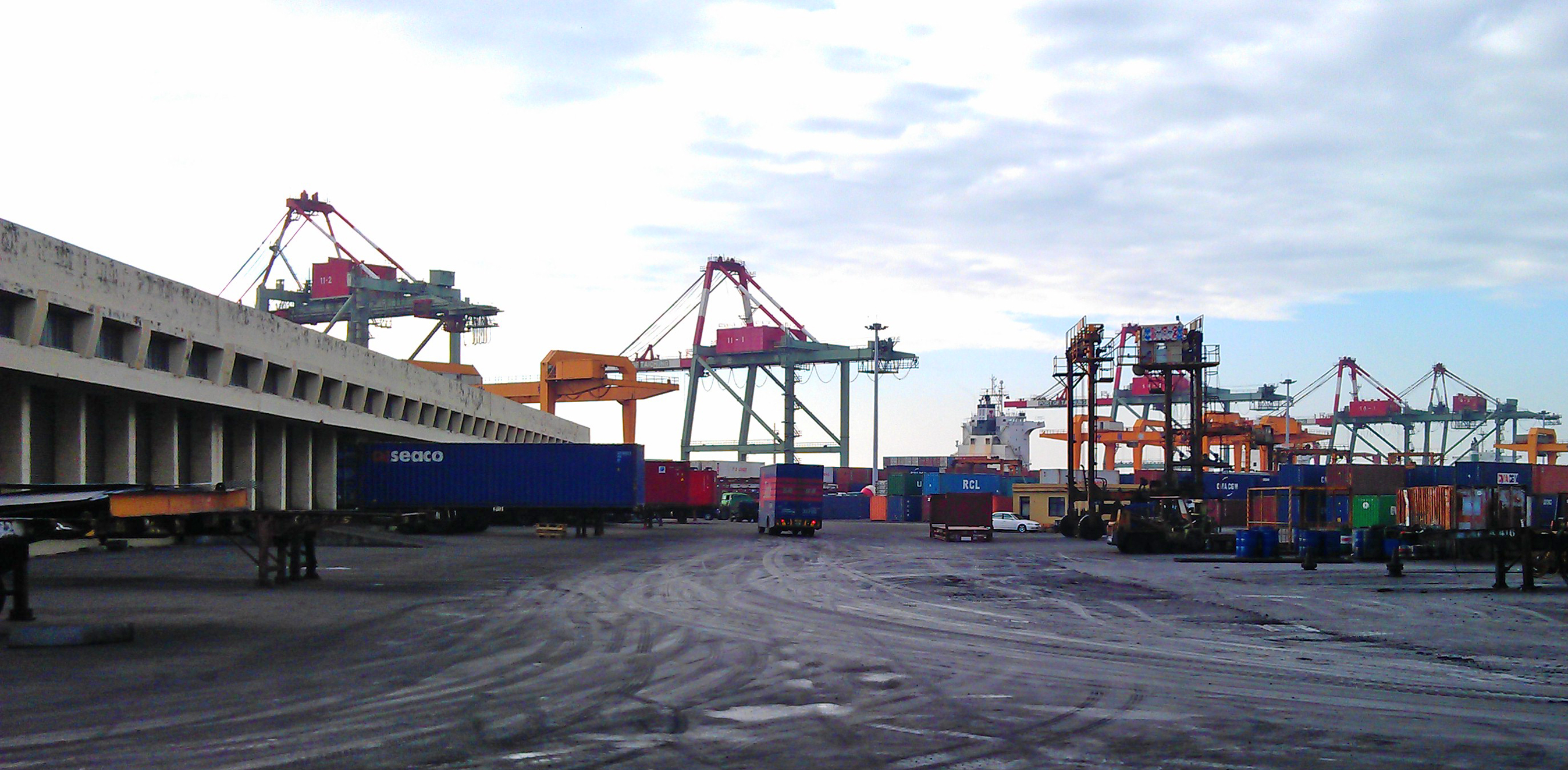
臺中港北突堤區

## 沿革

### 清治時期
臺中港一帶古稱「竹筏穴」，因位於牛罵頭西五水叉口，故又名「五汊」，為位於大甲溪口及大肚溪口之間，海岸線向陸地內凹之處，可供小型船隻停泊。在1891年，地方賢達雅士取「鳳非梧不棲，非靈泉不飲，非竹實不食」的雅意，將五叉雅化為「梧棲」。梧棲港附近居民約在18世紀從附近聚落搬至梧棲魚寮一帶，並隨移民增加而發展成小型漁村，在清治時期可與鹿港以竹筏往返交易。在與對岸貿易方面，始自福建惠安獺堀的戎克船、後來逐漸與廈門、福州、汕頭等地有貿易來往。
在1887年左右，梧棲港因嚴重淤及導致船隻進出困難，於是50噸以上的船隻皆改到西南方的塗葛堀港進出。

### 日治時期
1897年1月，梧棲港被臺灣總督府指定為「特別輸出入港」之一，專供與對岸的戎克船貿易。然而，大肚溪在1911、1912年間數次嚴重氾濫，使塗葛堀港被埋沒，附近的港口貿易又全部回到梧棲港。在日治中期，因台灣與對岸貿易量衰退，加上台灣其他港灣及交通建設，梧棲港逐漸沒落，梧棲港在1932年12月被撤銷特別輸出入港的身分，之後無商船出入紀錄。
1938年（昭和13年），臺灣總督府為配合臺灣中部的產業發展及「南進政策」的需要，考慮到基隆及高雄南北二港距離過遠，因此發布「梧棲築港計劃」，選定梧棲港為擴充中部商港的預定地，並兼有漁港、工業港之功能。
1939年（昭和14年）全案定名為「新高港」（日语：／ niitaka kō */?），取新高山（玉山）之名，並於9月25日舉行「築港開工典禮」。1941年（昭和16年）進一步公佈「新高港都市建設計劃方案」，計畫合併大甲郡的清水街、梧棲街、沙鹿街組成「新高市」，然而1944年（昭和19年）受戰爭影響，導致資金不足且美軍轟炸相關設施而告停頓。

### 中華民國時期
1945年日本戰敗，1946年1月4日新高港更名為臺中港，曾經一度繁榮，臺灣接管計劃綱要地方政制中甚至規劃臺中港旁的梧棲為省轄市，但後來並無施行；之後隨著第二次國共內戰的爆發而沉寂下來，直到行政院院長蔣經國推行十大建設時才開始三階段的建港工程。
1960年代以來，臺灣經濟開始起飛，進出口貿易量急遽增加，致基隆港、高雄港兩港逐漸有雍塞的現象。政府為此乃決定闢建臺中港，藉以減輕基、高兩港的負荷，並為中臺灣地區提供一個對外貿易門戶，以促進臺灣經濟、人口的均衡發展。
1970年5月7日，梧棲國際港定名為「臺中港」，1971年2月1日，臺中港工程局成立。1973年10月31日，臺中港第一期工程開工。1976年10月31日，竣工通航。:787

## 現況與展望
臺中港目前有58座碼頭，擁有自動化卸儲設備。不過，由於臺中港一直深受潮汐及淤沙的問題所困擾，雖然開港後發展迅速，但還是遜於腹地小但位置優越的基隆港，直至2009年貨物裝卸量（2010年破億噸）與吞吐量始超越基隆港，成為國內第二大國際商港。雖然全球經濟衰退，但因港區內中龍鋼鐵與台灣中油液化天然氣接收站2009年開始進口，貨物裝卸量雖比08年衰退0.1%，但遠比基隆港、高雄港低。
客運部分，臺中港進出港旅客人數排名臺灣第二，僅次於基隆港。
臺中港未來發展計畫包括商港擴建計畫與工業港區開發計畫，將配合國際海運發展逐步實施，目標為臺中港成為擁有78座碼頭的國際大港。
2012年3月1日，交通部航港局與臺灣港務公司成立後，臺中港務局改制成「臺灣港務股份有限公司臺中港務分公司」（管港埠業務），航政、港政事項則另成立「交通部航港局中部航務中心」。

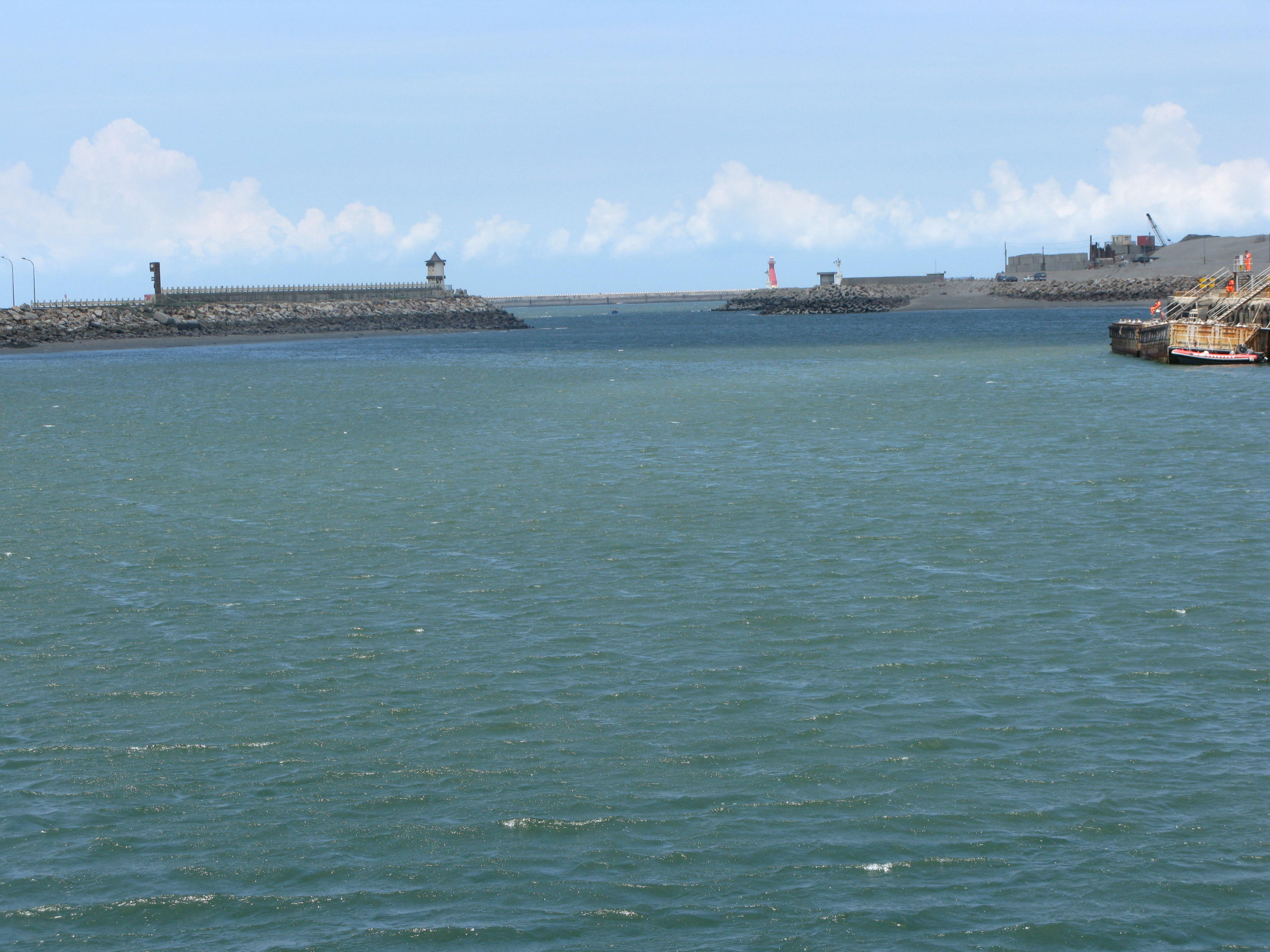
北突堤的防波堤
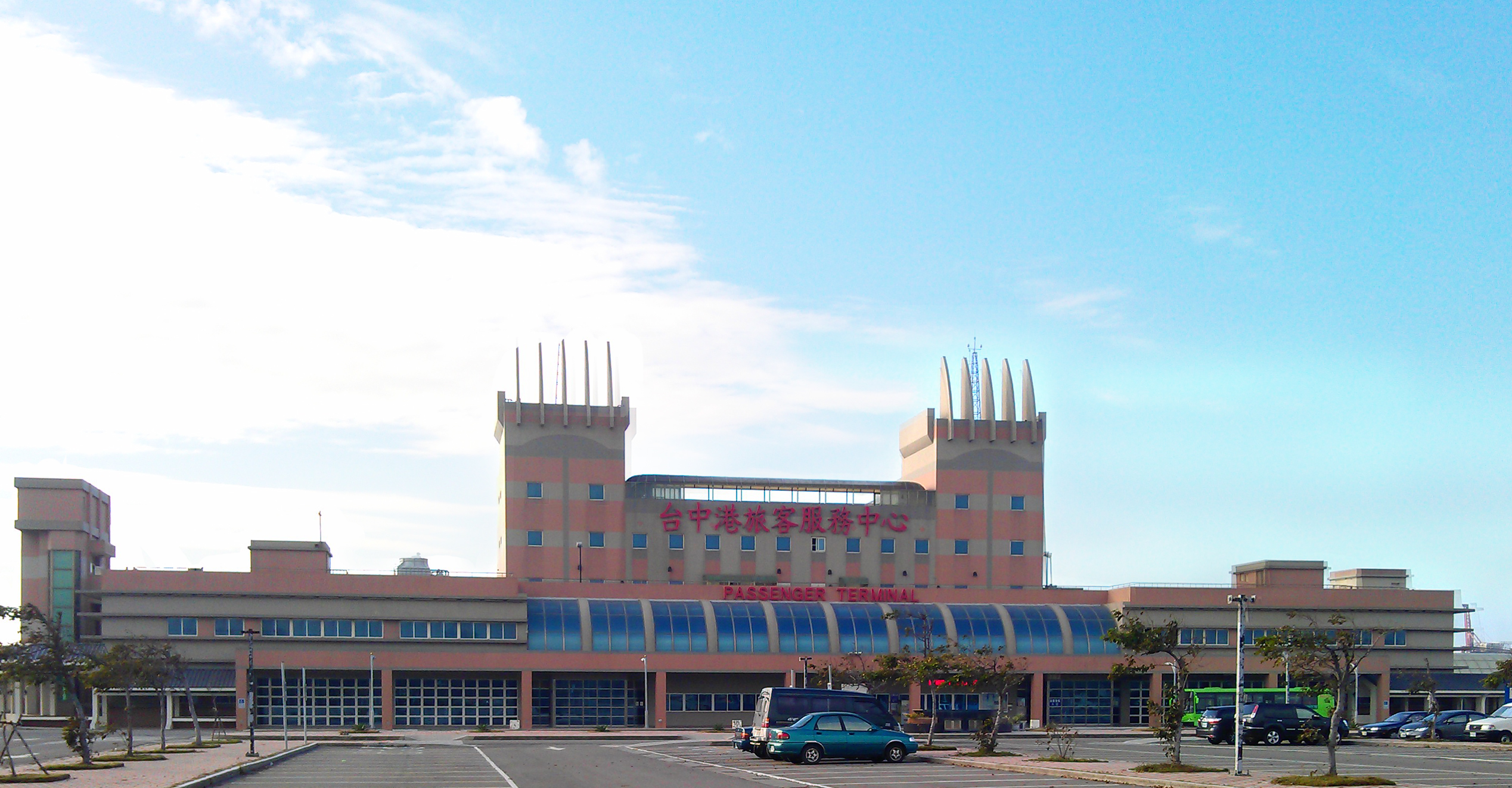
臺中港旅客服務中心
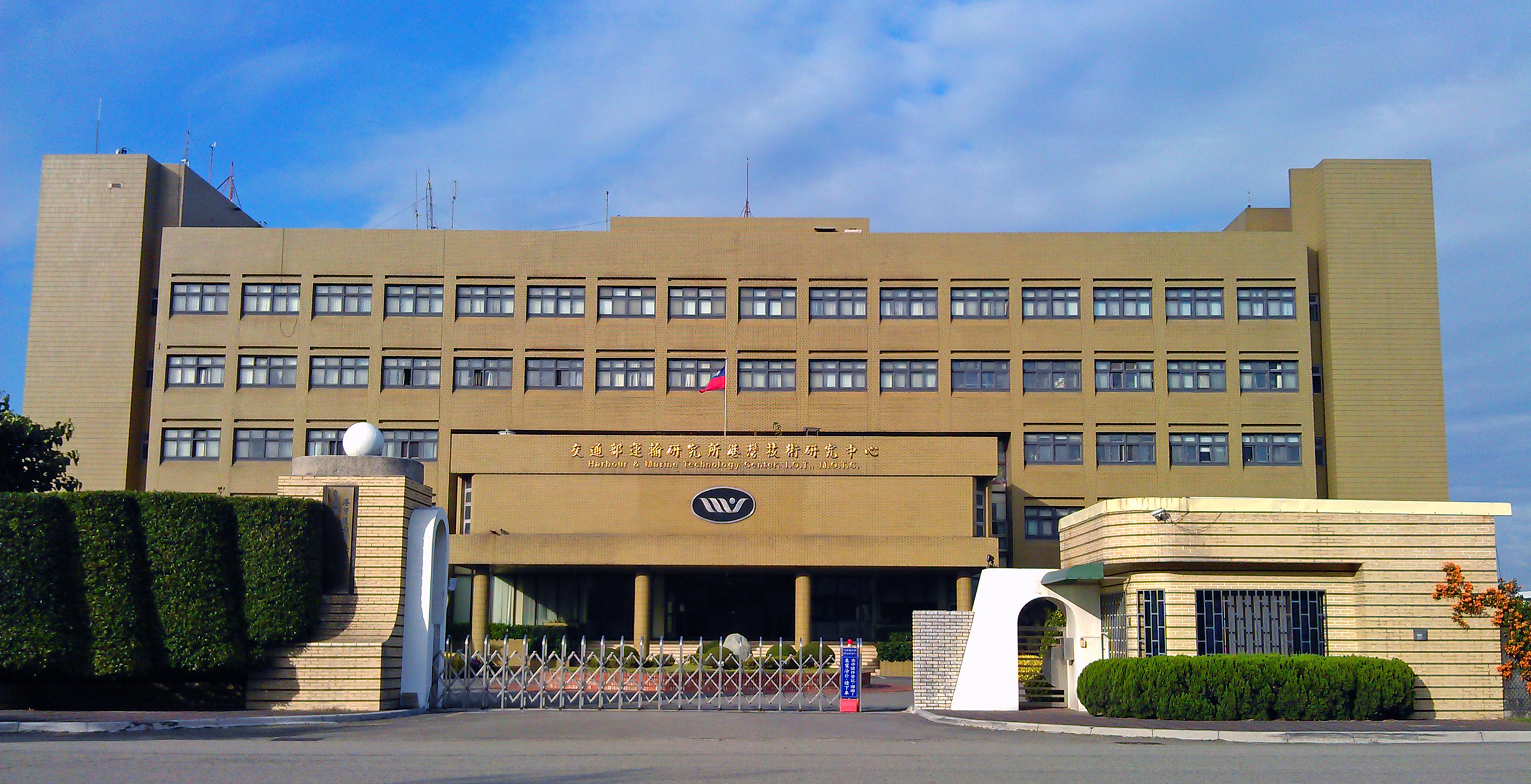
交通部運輸研究所港灣技術研究中心
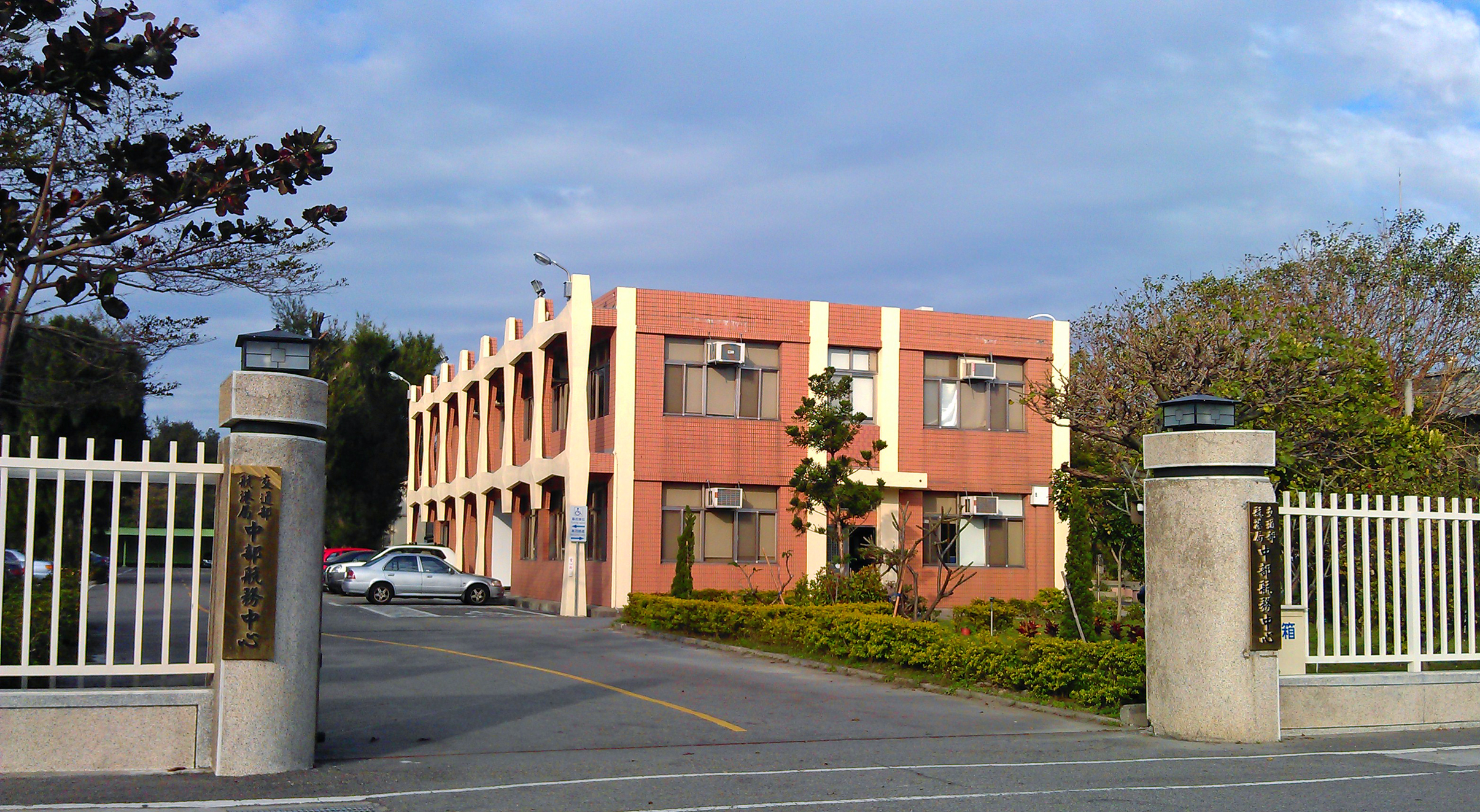
交通部航港局中部航務中心
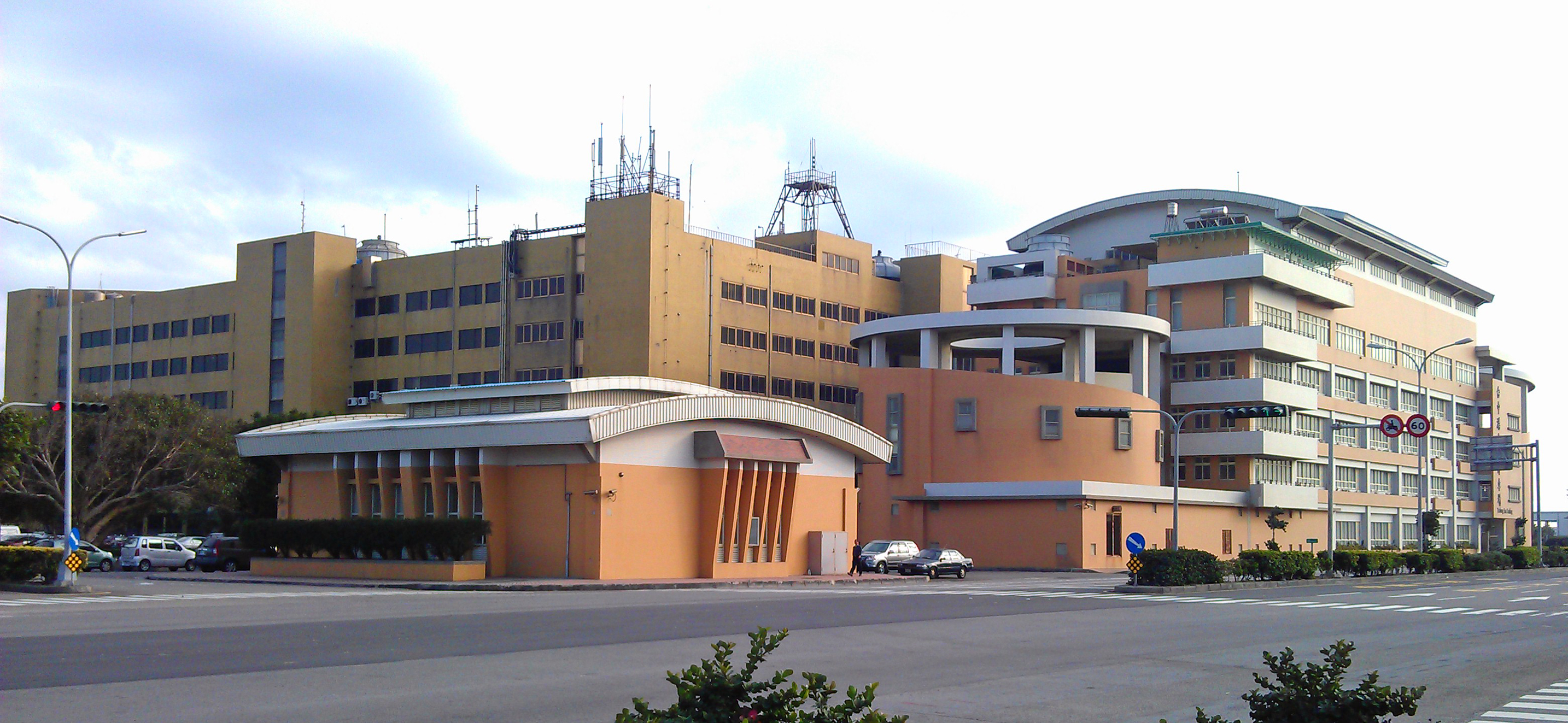
海港聯合辦公大樓
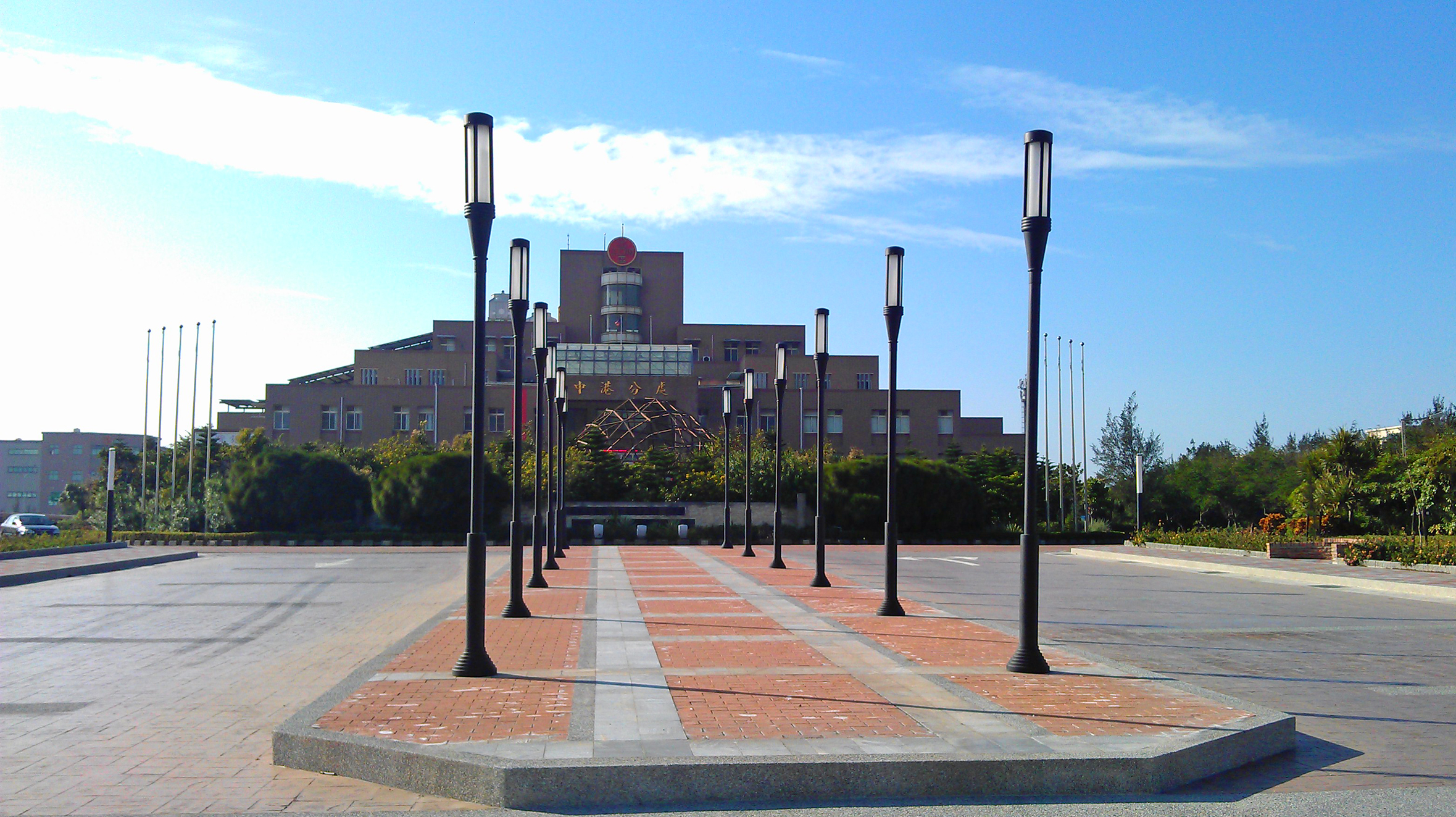
經濟部加工出口區管理處中港分處

## 港區配置
- 濱海遊憩專業區、漁業專業區：設置梧棲漁港[12]、台中海洋生態館[13]（興建中）。
- 食品加工專業區：提供食品原物料加工產業進駐。
- 港埠服務專業區（Ⅰ）：港埠服務、檢疫等相關及附屬設施。
- 港埠服務專業區（Ⅱ）：港口商辦相關用途、臺中港旅客服務中心。
- 倉儲轉運專業區：設置經濟部臺中港科技產業園區。
- 電力專業區（Ⅰ）：設置臺中發電廠及相關附屬設施。
- 電力專業區（Ⅱ）：提供設置低污染性電廠或風力發電機組。
- 石化工業專業區（Ⅰ~Ⅳ）：設於外堤區，提供相關石化產業進駐。
- 工業專業區：提供能源、電力、鋼鐵、石化或其他經商港經營事業機構進駐，投資興建廠房、倉庫、堆置場、物流中心及相關設施，但不得露天堆置散貨使用。
- 自由貿易港區：開發範圍包括1號至18號碼頭、20A至46號碼頭、西1至西7碼頭、港埠產業發展專業區82.55公頃，及石化工業專業區9.2公頃，申設總面積達627.75公頃，是臺灣目前營運自由貿易港區六港中面積最大者。臺中港2013年自由貿易港區貿易量為12,637,515公噸，排名臺灣第一；臺中港2013年自由貿易港區貿易值約為新臺幣3,841億元，排名亦為臺灣第一 [14]。

進駐廠商
| 1. 益州海岸 2. 京揚國際 3. 中國貨櫃運輸 4. 東森國際 5. 台灣燃油 6. 福斯倉儲 7. 中華全球石油 8. 建新國際 9. 三崴國際 10. 關貿網路 | 1. 東立物流 2. 萬海航運 3. 長榮海運 4. 坤廣國際貿易 5. 臺灣仕康 6. 大聖倉儲物流 7. 德隆倉儲裝卸 8. 匯僑 9. 航耀國際物流 10. 航耀物流事業 11. 永業物流 | 1. 美商埃克森美孚臺灣分公司 2. 臺鹽實業 3. 福貿運通 4. 永聖貿易 5. 加拿大商巴克斯臺灣分公司 6. 王國有國際貿易 7. 惠爾吉寶倉儲 8. 宏昌自貿企業 9. 億昇倉儲企業 |

## 主要輸出入地區
以下五地區佔2010年總吞吐量的73%
1. 印尼
2. 中國大陸（不含港澳特區）
3. 澳洲
4. 日本
5. 美國

## 客輪航運
- 定期航班：廈門（中遠之星）、平潭（海峽號）
- 不定期航班：金門縣烏坵鄉（金門快輪）、金門縣料羅灣（金門快輪/合富快輪，連假疏運）

## 相關單位
- 清水電信局
- 海港聯合辦公大樓
  - 臺灣港務公司臺中分公司
  - 財政部關務署臺中關
  - 衛生福利部疾病管制署中區管制中心臺中港辦事處
  - 農業部動植物防疫檢疫署臺中分署臺中港檢疫站
  - 經濟部標準檢驗局臺中分局臺中港辦事處
  - 交通部中央氣象署梧棲氣象站
  - 內政部移民署國境事務大隊臺中港國境事務隊臺中港分隊
  - 臺中港引水人辦事處
- 內政部警政署臺中港務警察總隊（中突堤、北突堤、北堤、漁港、濱海、西碼頭、南突堤中隊）
- 交通部運輸研究所港灣技術研究中心
- 交通部航港局中部航務中心
- 海洋委員會海巡署金馬澎分署（梧棲漁港安檢所、第三海巡隊）
- 臺中市船務公會
- 臺灣銀行臺中港分行
- 兆豐銀行臺中港分行

## 聯外交通
臺中市公車
站牌為各路線離臺中港最近距離之站牌
- 臺中港旅客服務中心

| 路線編號 | 營運區間                 | 經營業者                   | 備註 |
| -------- | ------------------------ | -------------------------- | --- |
| 308      | 關連工業區－新民高中     | 統聯客運                   | 臺灣大道幹線、經梧棲童綜合、沙鹿高工、靜宜大學、弘光科大、東海大學、朝馬、科博館、一中商圈 全線低底盤無障礙公車；車輛配置一車雙機                         |
| 310      | 臺中港－臺中車站－臺中港 | 台中客運 統聯客運 巨業交通 | 臺灣大道幹線、經梧棲大智路 06:20前班次行駛靜宜大學→臺中車站→臺中港 20:40~22:30班次行駛臺中港→臺中車站→靜宜大學 全線低底盤無障礙雙節公車；車輛配置一車五機 |
| 617      | 仁友停車場－臺中港       | 中鹿客運                   | 經梧棲中華路、嶺東科大、彩虹眷村、成功嶺、高鐵臺中站、大肚、龍井、梧棲童綜合、梧棲國小、梧棲農會                                                          |
| 688      | 清水車站－臺中港         | 巨業交通                   | 經高美濕地、港區藝術中心、梧棲漁港，僅假日行駛 全線部分低底盤無障礙公車；部分車輛配置一車雙機                                                             |

- 梧棲國小

| 路線編號 | 營運區間               | 經營業者 | 備註 |
| -------- | ---------------------- | -------- | --- |
| 307      | 梧棲漁港－新民高中     | 台中客運 | 臺灣大道幹線、經梧棲童綜合、沙鹿高工、靜宜大學、弘光科大、東海大學、朝馬、科博館、一中商圈 全線低底盤無障礙公車；部分車輛配置一車三機                    |
| 616      | 大甲銅安厝－臺中港郵局 | 東南客運 | 經清水中華路、幼獅工業區、日南、大甲體育場、大甲光田醫院、順天國小、三田國小、西寧國小（高美路口）、清水戶政（南社路口）、梧棲童綜合、梧棲國小、梧棲農會 |

- 梧棲（朝元宮）

| 路線編號 | 營運區間                       | 經營業者 | 備註 |
| -------- | ------------------------------ | -------- | --- |
| 128      | 大雅－梧棲－清水               | 台中客運 | 經清泉崗、臺中機場、沙鹿高工、梧棲童綜合、臺中港郵局、清水國中、清水分局 全線部分低底盤無障礙公車；部分車輛配置一車雙機                                                                                               |
| 170      | 大甲體育場－梧棲               | 豐原客運 | 經大甲光田醫院、大甲車站、大甲高中、甲南、清泉國中、臺中港北堤、臺中港森林公園、舶來品商圈、港灣技術中心 全線低底盤無障礙公車；車輛配置一車雙機                                                                       |
| 238      | 豐原東站－臺中港郵局（經沙鹿） | 豐原客運 | 豐原沙鹿線、經廟東商圈、豐原郵局、三光新村、岸裡國小、社口、神岡國中、神岡區公所、清泉崗、臺中機場、沙鹿火車站、沙鹿國中、沙鹿高工、梧棲童綜合 全線低底盤無障礙公車；車輛配置一車雙機                                 |
| 239      | 豐原東站－梧棲（經大雅）       | 豐原客運 | 豐原清水線、經廟東商圈、豐原郵局、三光新村、岸裡國小、社口、清泉崗、臺中機場、嘉陽高中、清水高中、武鹿里、海濱里、臺中港北堤、臺中港森林公園、舶來品商圈、港灣技術中心 全線部分低底盤無障礙公車；部分車輛配置一車雙機 |
| 306      | 清水－梧棲－臺中車站           | 巨業交通 | 臺灣大道幹線、經梧棲童綜合、沙鹿車站（巨業）、沙鹿高工、靜宜大學、弘光科大、東海大學、朝馬、科博館 全線低底盤無障礙公車；車輛配置一車雙機                                                                             |

- 大智梧北路口

| 路線編號 | 營運區間                       | 經營業者 | 備註 |
| -------- | ------------------------------ | -------- | --- |
| 183      | 豐原東站－臺中港郵局（經新）   | 豐原客運 | 豐原清水線、經廟東商圈、豐原郵局、三光新村、岸裡國小、社口、神岡國中、神岡區公所、神圳國中、圳堵、舊、臺中機場、嘉陽高中、清水高中、武鹿里、海濱里、臺中港北堤、臺中港森林公園、舶來品商圈、港灣技術中心 全線部分低底盤無障礙公車；部分車輛配置一車雙機 |
| 186      | 豐原東站－臺中港郵局（經東山） | 豐原客運 | 豐原清水線、經廟東商圈、豐原郵局、三光新村、岸裡國小、社口、神岡國中、神岡區公所、神圳國中、圳堵、舊、臺中機場、嘉陽高中、清水高中、武鹿里、海濱里、臺中港北堤、臺中港森林公園、舶來品商圈、港灣技術中心 全線部分低底盤無障礙公車；部分車輛配置一車雙機 |

國道客運
- 和欣客運：國道客運7511路「臺北─臺中港」的「台中港旅客服務中心」（步行15分鐘至旅客服務中心）

### 鐵路
- 出站轉乘計程車前往臺中港。

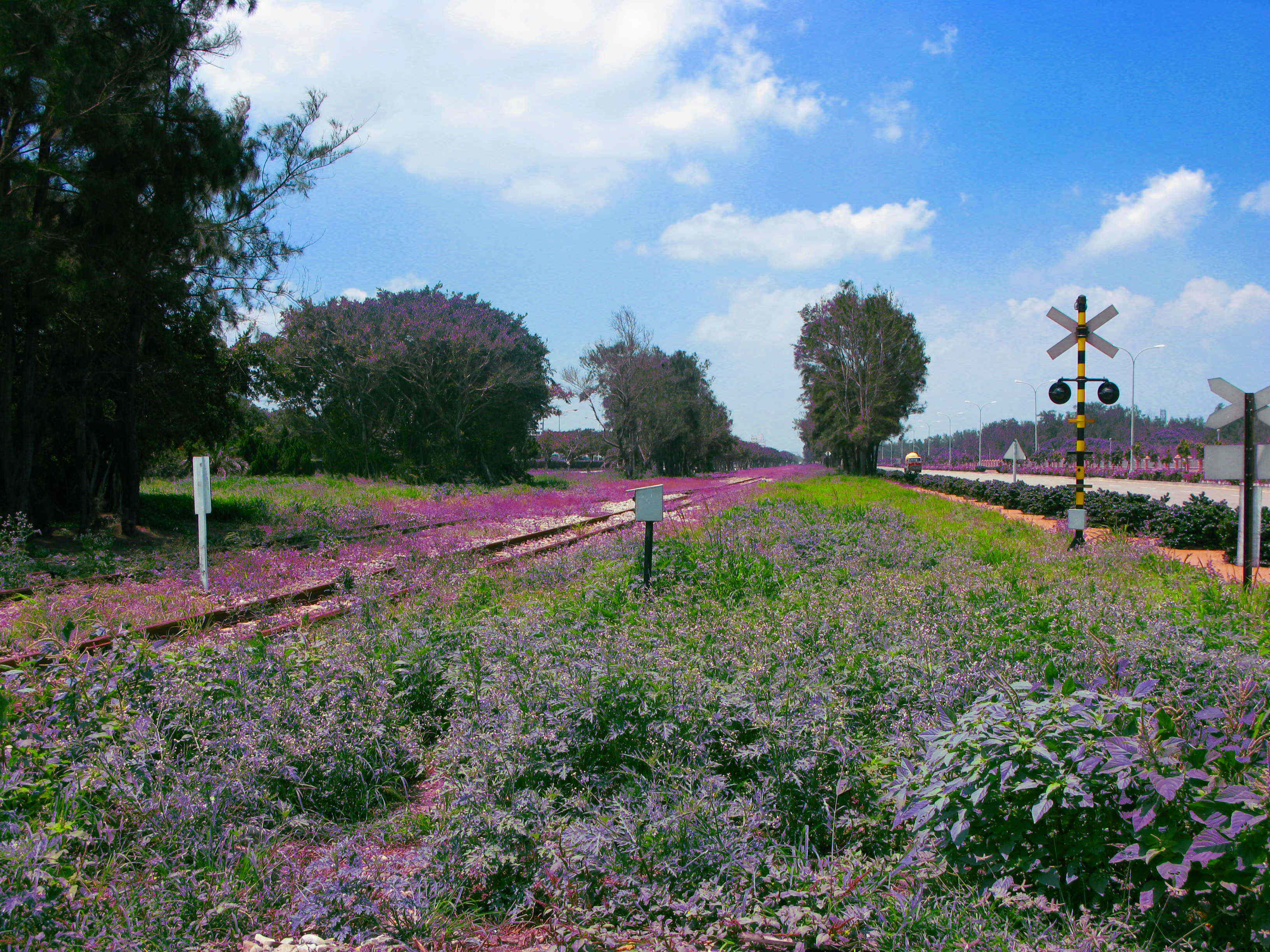
台鐵貨運支線-台中港線

  - 海岸線沙鹿車站（從此站至臺中港需要約13分）
  - 海岸線清水車站（從此站至臺中港需要約17分）
  - 海岸線台中港車站（從此站至臺中港需要約18分）
  - 台中港線台中港車站（臺鐵貨運支線）

### 公路
- 台10線：中清路
- 台12線：臺灣大道
- 台17線：臨港路（西濱公路）
- 台61線：港埠路（西濱快速公路）
- 市道136號：向上路

### 捷運（規劃中）
- 臺中捷運藍線台中港站（規劃中）

## 週邊
- MITSUI OUTLET PARK 台中港
- 梧棲漁港
- 福容大飯店（規劃中）

## 姐妹港
- 美国／加州／長堤港（1982年2月5日）
- 美国／華盛頓州／西雅圖港（1997年4月21日）
- 圣卢西亚／卡斯翠港（1996年11月27日）
- 加拿大／卑詩省／菲沙河港（英语：Fraser Port）（1998年8月17日）
- ／甘比亞港（英语：Gambia Ports Authority）（2000年1月18日）

## 外部連結
- 臺灣港務公司臺中港務分公司[]
- 交通部航港局中部航務中心 （页面存档备份，存于）
- 中央氣象局24H全天監視台中港區藝術中心即時影像（繁體中文）